# Osek (okres Písek)
Osek je obec v okrese Písek v Jihočeském kraji. Leží necelých pět kilometrů západně od Milevska. Žije v ní 148 obyvatel.

## Historie
První písemná zmínka o obci pochází z roku 1469 v knize Paměti Zvíkovské od Františka Tyla, archiváře na Orlíku. Historie obce je totožná s historií okolních vesnic. Původně ves patřila k majetku milevského kláštera. Po husitských bouřích připadla do majetku krále. Roku 1575 byla ves prodána Kryštofu ze Švamberka. Po jeho smrti připadl Osek zvíkovské větvi Švamberků až do pobělohorské konfiskace, kdy se novými majiteli stali Eggenbergové. V jejich držení byla ves do roku 1710, kdy se správy ujali Schwarzenbergové.
Sbor dobrovolných hasičů byl založen v roce 1890. V roce 1930 zde žilo 324 obyvatel v 58 číslech popisných.
V roce 1869 byla obec evidována pod duplicitním názvem „Vosek t. Osek“.

## Obyvatelstvo
| Rok            | 1869 | 1880 | 1890 | 1900 | 1910 | 1921 | 1930 | 1950 | 1961 | 1970 | 1980 | 1991 | 2001 | 2011 | 2021 |
| -------------- | ---- | ---- | ---- | ---- | ---- | ---- | ---- | ---- | ---- | ---- | ---- | ---- | ---- | ---- | ---- |
| Počet obyvatel | 415  | 380  | 356  | 366  | 344  | 363  | 324  | 261  | 235  | 197  | 172  | 136  | 132  | 135  | 131  |
| Počet domů     | 41   | 43   | 44   | 49   | 52   | 57   | 58   | 61   | 58   | 54   | 53   | 40   | 65   | 68   | 71   |

## Obecní správa
Mezi lety 1850–1976 byla Osek obcí v okrese Milevsko (1850–1950) a později v okrese Písek. Od 1. dubna 1976 do 31. prosince 1984 patřila jako část obce k Zbelítovu. Od 1. ledna 1985 do 23. listopadu 1990 patřila jako část města k Milevsku a od 24. listopadu 1990 je opět samostatnou obcí.

### Obecní symboly
Znak a vlajka byly obci uděleny rozhodnutím předsedkyně Poslanecké sněmovny Parlamentu České republiky dne 23. června 2022.

## Vybavenost
V obci je obecní knihovna; nachází se ve víceúčelovém kulturním domě v centru obce, stejně jako hospoda U Splávku.
Aktivně zde působí sbor dobrovolných hasičů, který se mj. stará i o přilehlé rybníky, a také myslivecké sdružení Hůrka Osek.

## Pamětihodnosti
- Boží muka z roku 1736 se nachází u křižovatky na Květov za obcí. Na podstavci je nápis: ZARYB LHOTA 1736.[9] Tato boží muka jsou chráněná jako kulturních památka.
- Výklenková kaple severovýchodním směrem od obce zhruba kilometr.[9]
- Návesní kaple zasvěcená svatému Janu Křtiteli nebo Nejsvětější Trojici z druhé poloviny 18. století.[9]
- Kamenný kříž u návesní kaple
- Kamenný kříž v poli před obcí ve směru od Milevska

## Galerie

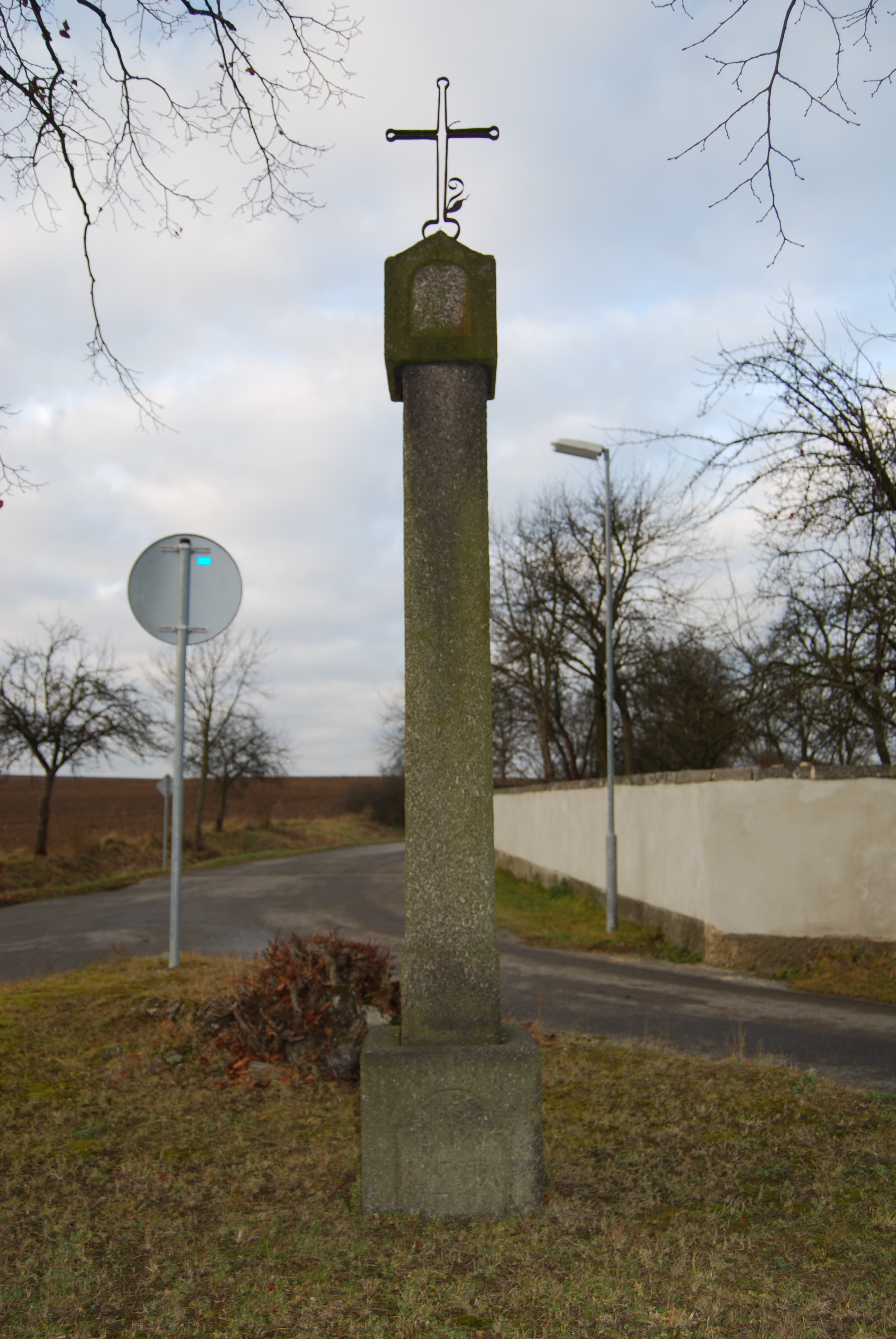
Boží muka
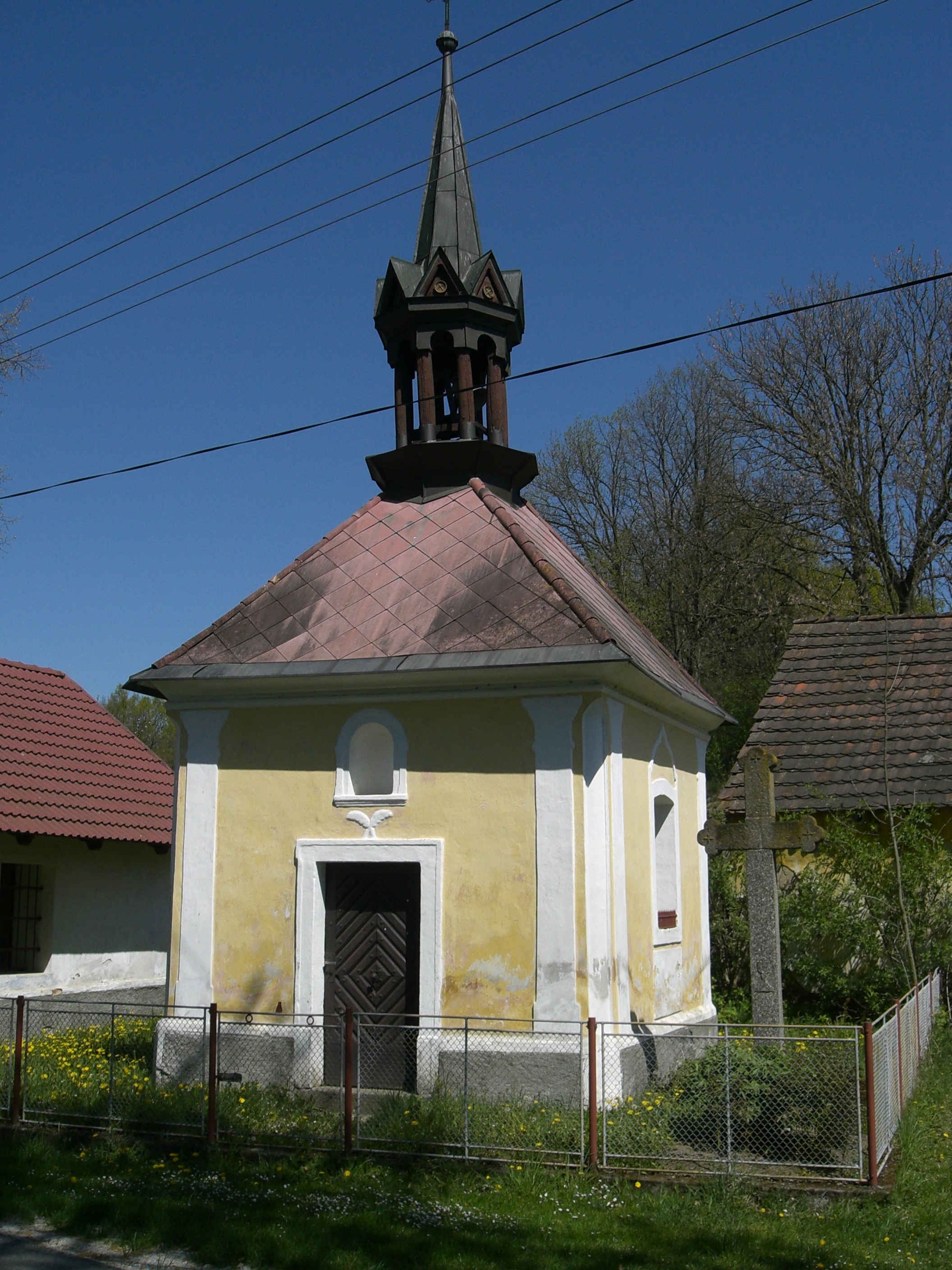
Návesní kaple
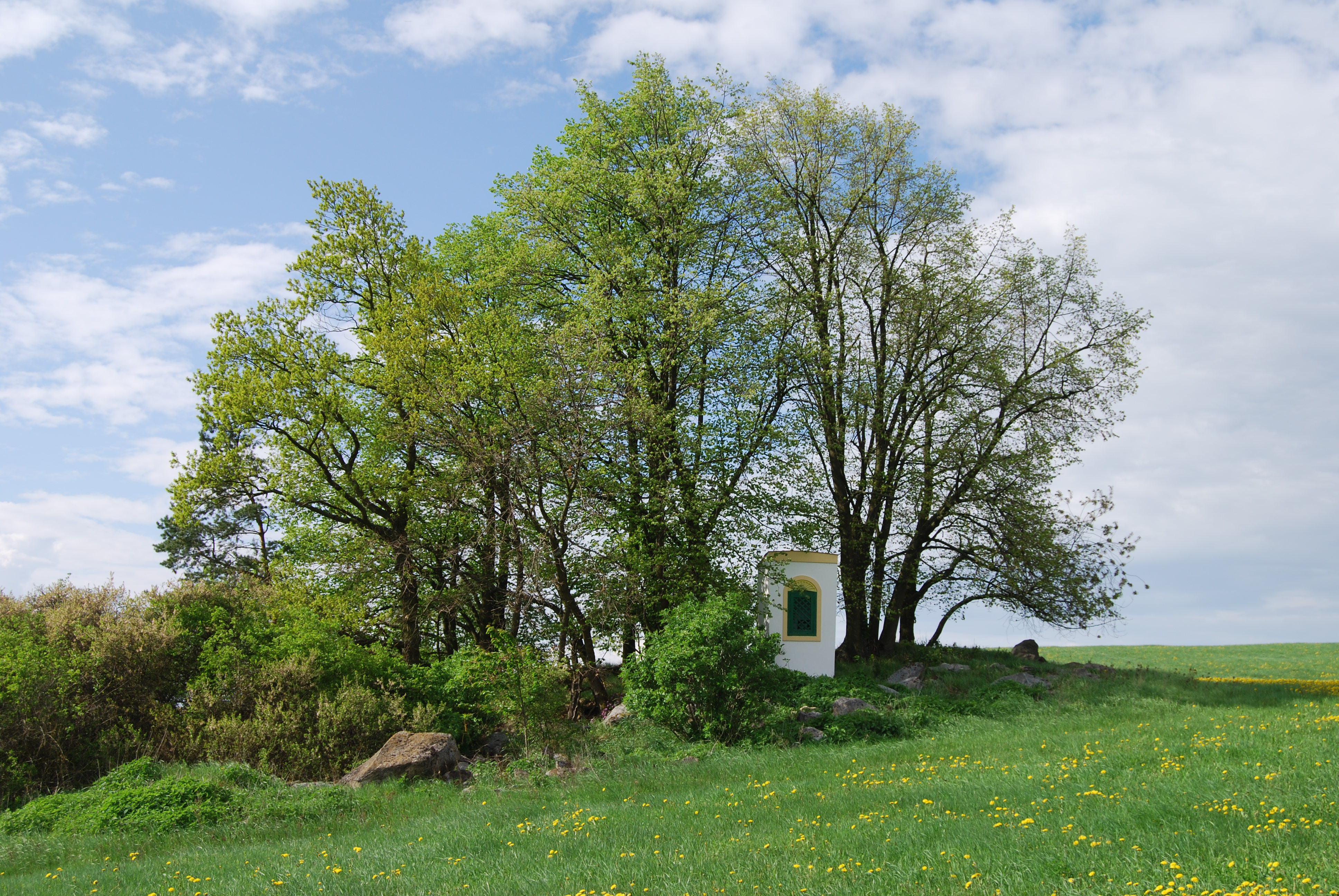
Výklenková kaple poblíž obce
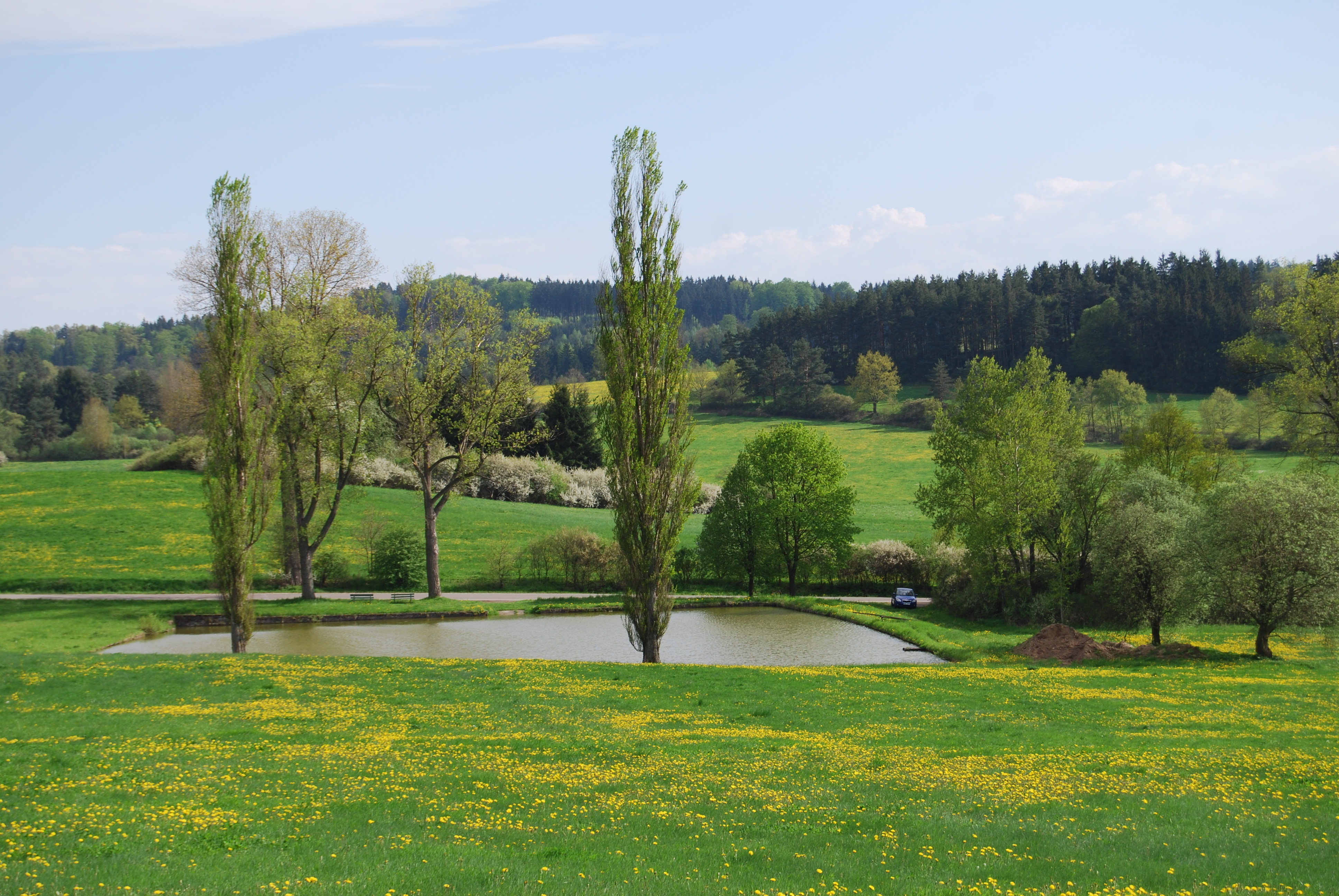
Pohled na okolí